# Vamba Sherif
Vamba Omar Sherif (Kolahun, Liberia, 2 december 1973) is een Liberiaans-Nederlandse schrijver.

## Leven en werk
Vamba Omar Sherif (schrijversnaam Vamba Sherif) is een meertalige schrijver. Hij komt uit een milieu van intellectuelen. De jonge Sherif sprak drie Afrikaanse talen en Engels, toen zijn vader hoogleraar werd aan een universiteit in Koeweit. Daar leerde Sherif ook Arabisch en maakte hij kennis met Afrikaanse, Engelse en Arabische literatuur.
Tijdens de Golfoorlog van 1990-1991 vluchtte de familie in 1991 via Syrië naar Nederland, waar de familie zich vestigde in 1993. Sherif leerde Nederlands en studeerde rechtsgeleerdheid aan de Universiteit van Tilburg. In die tijd begon hij te schrijven om zijn penibele jeugdervaringen te verwerken.
Zijn eerste roman Het land van de vaders verscheen in 1999. De roman gaat over Liberia en speelt zich af in twee tijdsbestekken: eind 19e eeuw en eind 20e eeuw. Tijdens het schrijven aan de roman schreef hij ook een collectie korte verhalen.
In 2003 volgde het boek The Kingdom of Sebah (Het koninkrijk van Sebah) over een Afrikaanse familie in Nederland.
In 2007 was Sherif een van de deelnemers aan Time of the Writer, georganiseerd door The Centre for Creative Arts van de Universiteit van KwaZoeloe-Natal, Zuid-Afrika.
Tijdens een bezoek aan zijn herkomstland Liberia kwam Sherif oog in oog te staan met dictator Charles Taylor. Deze ontmoeting inspireerde hem tot de roman Zwijgplicht (Bound to Secrecy) (2007), waarin hij in de vorm van een detective schreef over macht en machtsmisbruik. Sherifs roman uit 2011, De Getuige, gaat over de nasleep van de terreuraanslag van 11 september 2001 op verschillende mensen: een zeventigjarige Nederlandse man, diens zoon en een jonge Afrikaanse vrouw.
Sherif was een van de organisatoren van het 'Writers Unlimited Winternachten Festival' in 2012 in Den Haag, waar onder andere de Constantijn Huygens-prijs werd uitgereikt.
In 2015 publiceerde Sherif de historische roman De Zwarte Napoleon over een West-Afrikaanse keizer die het opnam tegen de Engelse en Franse kolonisten.